# تاجیک‌آباد
تاجیک‌آباد جماعت و شهرکی در مرکز کشور تاجیکستان است که در ناحیهٔ تاجیک‌آباد ناحیه‌های تابع جمهوری قرار دارد. جمعیت این جماعت ۲۴،۱۸۱ است.